# 圣维克托-鲁佐
圣维克托-鲁佐（法語：Saint-Victor-Rouzaud，法語發音：[sɛ̃ viktɔʁ ʁuzo]）是法国阿列日省的一个市镇，位于该省中北部，属于帕米耶区。该市镇于1865年由原市镇圣维克托（Saint-Victor）和鲁佐（Rouzaud）合并而成。

## 地理
圣维克托-鲁佐（43°5'38"N, 1°33'7"E）面积12.77 平方千米，位于法国奧克西塔尼大區阿列日省，该省份为法国西南部内陆省份，西部和北部与上加龙省接壤，东临奥德省，东南至东比利牛斯省接壤，南与安道尔和西班牙接壤。
与圣维克托-鲁佐接壤的市镇（或旧市镇、城区）包括：阿尔蒂、卡佐、马迪耶尔、蒙泰居普朗托雷勒、帕米耶、圣博泽伊。
圣维克托-鲁佐的时区为UTC+01:00、UTC+02:00（夏令时）。

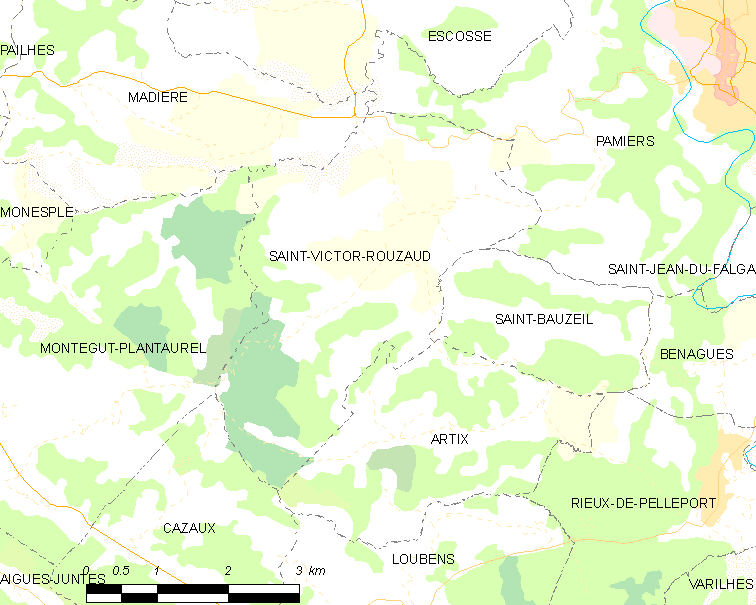
圣维克托-鲁佐的OSM定位图

## 行政
圣维克托-鲁佐的邮政编码为09100，INSEE市镇编码为09276。

## 政治
圣维克托-鲁佐所属的省级选区为帕米耶第一县。

## 人口

1962-2008年间圣维克托-鲁佐人口变化图示

圣维克托-鲁佐于2022年1月1日时的人口数量为215人。